# Abhandlungen der Königlichen Akademie der Wissenschaften zu Berlin
Abhandlungen der Königlichen Akademie der Wissenschaften zu Berlin (abreviado Abh. Königl. Akad. Wiss. Berlin) fue una revista ilustrada con descripciones botánicas. Se publicó en Berlín desde 1815 hasta 1907. Fue reemplazada por Abhandlungen der Königlish Preussischen Akademie der Wissenschaften. Physikalisch-mathematische Classe.